# George Robinson (Kameramann)
George Robinson (* 2. April 1890 in Kalifornien; † 30. August 1958 in Los Angeles, Kalifornien) war ein US-amerikanischer Kameramann.

## Leben
Robinson trat zunächst Mitte der 1910er Jahre als Schauspieler in einigen Kurzfilmen in Erscheinung. In den frühen 1920er Jahren wechselte er in den Bereich der Kameraarbeit und war bis 1957 an mehr als 170 Produktionen beteiligt, darunter auch mehrere Horrorfilme wie Drácula (1931) und in den 1950er Jahren einige Komödien mit Abbott und Costello. Von 1953 bis einschließlich 1958 inszenierte er als Regisseur mehrere Kurzfilme.
Mit Regisseuren wie Erle C. Kenton, Charles Lamont und Robert Siodmak sowie Rowland V. Lee arbeitete Robinson bei mehr als einem Film zusammen.

## Filmografie (Auswahl)
- 1927: Der Held des Tages (A Hero for a Night)
- 1930: Galgenvögel (Hell’s Heroes)
- 1931: Drácula
- 1931: Das Ende von Maradu (East of Borneo)
- 1934: Des Sträflings Lösegeld (Great Expectations)
- 1935: Diamanten-Jim (Diamond Jim)
- 1936: Draculas Tochter (Dracula’s Daughter)
- 1936: Tödliche Strahlen (The Invisible Ray)
- 1936: Der Held der Prärie (The Plainsman)
- 1937: Täglich ausverkauft! (You’re a Sweetheart)
- 1939: Frankensteins Sohn (Son of Frankenstein)
- 1939: Der Henker von London (Tower Of London)
- 1940: Die Stunde der Vergeltung (The Son of Monte Cristo)
- 1943: Draculas Sohn (Son of Dracula)
- 1943: Frankenstein trifft den Wolfsmenschen (Frankenstein Meets the Wolf Man)
- 1944: Ali Baba und die vierzig Räuber (Ali Baba and the Forty Thieves)
- 1944: Frankensteins Haus (House of Frankenstein)
- 1944: Die Kralle (The Scarlet Claw)
- 1944: Die Schlangenpriesterin (Cobra Women)
- 1945: Die Herberge zum Roten Pferd (Frontier Gal)
- 1945: Draculas Haus (House of Dracula)
- 1946: Die Ausreißerin (The Runaround)
- 1947: Der Verbannte (The Exile)
- 1947: Die falsche Sklavin (Slave Girl)
- 1948: Open Secret
- 1948: Blondes Eis (Blonde Ice)
- 1948: Achtung! Atomspione! (Walk a Crooked Mile)
- 1949: Liebe auch ohne Patent (Free for All)
- 1950: Abbott und Costello als Legionäre (Abbott and Costello in the Foreign Legion)
- 1951: Auf Sherlock Holmes’ Spuren (Abbott and Costello Meet the Invisible Man)
- 1952: Hans und die Bohnenstange (Jack and the Beanstalk)
- 1953: Abbott und Costello gegen Dr. Jekyll and Mr. Hyde (Abbott and Costello Meet Dr. Jekyll and Mr. Hyde)
- 1954: Der blaue Mustang (Black Horse Canyon)
- 1955: Abbott und Costello als Mumienräuber (Abbott and Costello Meet the Mummy)
- 1955: Tarantula
- 1955: Der Schläger von Chicago (The Square Jungle)
- 1956: Tolle Jungs im Einsatz (Dance with Me, Henry)